# Ichiro Hosotani
Ichiro Hosotani (n. 21 ianuarie 1946) este un fost fotbalist japonez.

## Statistici
| Japonia | Japonia | Japonia |
| An      | Meciuri | Goluri  |
| ------- | ------- | ------- |
| 1978    | 4       | 1       |
| Total   | 4       | 1       |